# Lijst van NPO Radio 2 TopSongs in 2023
Deze hits waren in 2023 NPO Radio 2 TopSong op NPO Radio 2:
| Nr. | Datum        | Artiest                                                                         | Titel                                                                           |
| --- | ------------ | ------------------------------------------------------------------------------- | ------------------------------------------------------------------------------- |
| 418 | 4 januari    | Ilse DeLange                                                                    | Drown Us Out                                                                    |
| 419 | 6 januari    | Kaiser Chiefs                                                                   | How 2 Dance                                                                     |
| 420 | 13 januari   | Davina Michelle                                                                 | Heartbeat                                                                       |
| 421 | 20 januari   | Young Gun Silver Fox                                                            | Still Got It Going On                                                           |
| 422 | 27 januari   | DI-RECT                                                                         | How My Heart Was Won                                                            |
| 423 | 3 februari   | Sam Smith, Calvin Harris en Jessie Reyez                                        | I'm Not Here to Make Friends                                                    |
| –   | 10 februari  | Geen NPO Radio 2 TopSong in verband met de NPO Radio 2 Top 80's                 | Geen NPO Radio 2 TopSong in verband met de NPO Radio 2 Top 80's                 |
| 424 | 17 februari  | Inhaler                                                                         | If You're Gonna Break My Heart                                                  |
| 425 | 24 februari  | Snelle                                                                          | Terugweg                                                                        |
| 426 | 3 maart      | Mia Nicolai en Dion Cooper                                                      | Burning Daylight                                                                |
| –   | 10 maart     | Geen NPO Radio 2 TopSong in verband met de De Nationale Popquiz                 | Geen NPO Radio 2 TopSong in verband met de De Nationale Popquiz                 |
| 427 | 17 maart     | Albin Lee Meldau                                                                | Forget About Us                                                                 |
| 428 | 24 maart     | Acda en De Munnik                                                               | Morgen wordt fantastisch                                                        |
| 429 | 31 maart     | Nothing but Thieves                                                             | Welcome to the DCC                                                              |
| 430 | 7 april      | Mason & The Masonettes                                                          | Are You Ready                                                                   |
| 431 | 14 april     | Son Mieux                                                                       | Tell Me More                                                                    |
| –   | 21 april     | Geen NPO Radio 2 TopSong in verband met de De Koninklijke 500                   | Geen NPO Radio 2 TopSong in verband met de De Koninklijke 500                   |
| 432 | 28 april     | The Indien                                                                      | Be Yours                                                                        |
| 433 | 5 mei        | 3JS                                                                             | Als je haar ziet                                                                |
| 434 | 12 mei       | Ilse DeLange                                                                    | Confetti Shotgun                                                                |
| 435 | 19 mei       | Jeangu Macrooy                                                                  | Space                                                                           |
| 436 | 26 mei       | Goldkimono                                                                      | Lost Inside My Head                                                             |
| 437 | 2 juni       | Suzan & Freek                                                                   | Nooit meer regen                                                                |
| 438 | 9 juni       | Nothing but Thieves                                                             | Overcome                                                                        |
| 439 | 16 juni      | Douwe Bob                                                                       | This World Is Our Home                                                          |
| 440 | 23 juni      | Rondé                                                                           | Break My Heart                                                                  |
| 441 | 30 juni      | Danny Vera                                                                      | Like It Always Was                                                              |
| 442 | 7 juli       | Tangarine                                                                       | The World We Live In                                                            |
| 443 | 14 juli      | DI-RECT                                                                         | OMG It's Happening                                                              |
| 444 | 21 juli      | Flemming                                                                        | Hypnose                                                                         |
| 445 | 28 juli      | Dawn Brothers en DeWolff                                                        | Neighbor                                                                        |
| 446 | 4 augustus   | Davina Michelle                                                                 | Dating the Devil                                                                |
| 447 | 11 augustus  | Tim Dawn                                                                        | Don't Like Him on You                                                           |
| 448 | 18 augustus  | The Indien                                                                      | Sleep When I'm With You                                                         |
| 449 | 25 augustus  | Duncan Laurence                                                                 | Rest in Peace                                                                   |
| 450 | 1 september  | Mell & Vintage Future                                                           | Higher Love                                                                     |
| 451 | 8 september  | Racoon                                                                          | Nickel for Goodbye                                                              |
| 452 | 15 september | Miss Montreal                                                                   | Altijd onderweg                                                                 |
| 453 | 22 september | Dotan                                                                           | Diamonds in My Chest                                                            |
| 454 | 29 september | Kane                                                                            | What Are You Waiting For?                                                       |
| –   | 6 oktober    | Geen NPO Radio 2 TopSong in verband met de NPO Radio 2 Top 90's                 | Geen NPO Radio 2 TopSong in verband met de NPO Radio 2 Top 90's                 |
| 455 | 13 oktober   | Pete Philly & Perquisite                                                        | Hot Sauce                                                                       |
| 456 | 20 oktober   | Son Mieux                                                                       | Tonight                                                                         |
| 457 | 27 oktober   | Roxeanne Hazes                                                                  | De tijd gaat mooie dingen doen                                                  |
| 458 | 3 november   | Anouk                                                                           | One Day at a Time                                                               |
| 459 | 10 november  | Davina Michelle                                                                 | 17                                                                              |
| 460 | 17 november  | Voltage                                                                         | The Wild Ones                                                                   |
| 461 | 24 november  | Blackbird                                                                       | Stay or Go                                                                      |
| –   | 1 december   | Geen NPO Radio 2 TopSong in verband met de stemweek van de NPO Radio 2 Top 2000 | Geen NPO Radio 2 TopSong in verband met de stemweek van de NPO Radio 2 Top 2000 |
| –   | 8 december   | Geen NPO Radio 2 TopSong in verband met De Extra 500                            | Geen NPO Radio 2 TopSong in verband met De Extra 500                            |
| –   | 15 december  | Geen NPO Radio 2 TopSong                                                        | Geen NPO Radio 2 TopSong                                                        |
| –   | 22 december  | Geen NPO Radio 2 TopSong in verband met de NPO Radio 2 Top 2000                 | Geen NPO Radio 2 TopSong in verband met de NPO Radio 2 Top 2000                 |
| –   | 29 december  | Geen NPO Radio 2 TopSong in verband met de NPO Radio 2 Top 2000                 | Geen NPO Radio 2 TopSong in verband met de NPO Radio 2 Top 2000                 |

2014 ·
2015 ·
2016 ·
2017 ·
2018 ·
2019 ·
2020 ·
2021 ·
2022 ·
2023 ·
2024 ·
2025